# 第4驃騎兵群 (フランス軍)
第4驃騎兵群（だいよんひょうきへいぐん、4e Groupe d'escadrons de Hussards：4e GH）は、モゼル県メスに駐屯する、CENAT隷下のフランス陸軍の後方支援群である。
兵種は各種、伝統的区分は騎兵である。

## 沿革
- 1743年：フィッシャー驃騎兵隊が創設される。
- 1789年：コンフラン驃騎兵隊に改名される。
- 1791年：第4驃騎兵連隊となる。
- 1792年：ヴァルミーの戦いに参加する。
- 1805年：アウステルリッツの戦いに参加する。
- 1807年：フリートラントの戦いに参加する。
- 1991年：連隊はメス駐屯部隊の支援部隊となる。
- 2000年：第4驃騎兵群に改編される。

## 最新の部隊編成
- 群本部
- 教育中隊
- 統制・総合地区中隊

## 群の任務
- 大隊は、フランス本土北東地域各地に駐屯する部隊に対し、福利厚生を提供する。また、担任区域内の駐屯部隊での人員輸送や駐屯地への燃料輸送なども行う。
- 情報旅団に配属される隊員の教育訓練も担当する。

## 主要装備
- GIAT BM92-G1
- FA-MAS
- P4
- TRM 2000
- TRM 4000